# Gnathocera
Gnathocera är ett släkte av skalbaggar. Gnathocera ingår i familjen Cetoniidae.

## Dottertaxa tillGnathocera, i alfabetisk ordning[1]
- Gnathocera abessinica
- Gnathocera allardi
- Gnathocera angolensis
- Gnathocera angustata
- Gnathocera basilewskyi
- Gnathocera bilineata
- Gnathocera bomokandi
- Gnathocera bonsi
- Gnathocera bourgoini
- Gnathocera convexiuscula
- Gnathocera cruda
- Gnathocera flavovirens
- Gnathocera garnieri
- Gnathocera hirta
- Gnathocera hyacinthina
- Gnathocera impressa
- Gnathocera katentania
- Gnathocera kudrnai
- Gnathocera lamottei
- Gnathocera leleupi
- Gnathocera luluana
- Gnathocera lurida
- Gnathocera maculipennis
- Gnathocera marginata
- Gnathocera nigrolineata
- Gnathocera overlaeti
- Gnathocera pauliani
- Gnathocera pilicollis
- Gnathocera pilosa
- Gnathocera pubescens
- Gnathocera pulchripes
- Gnathocera quadripunctata
- Gnathocera royi
- Gnathocera sericea
- Gnathocera sericinitens
- Gnathocera submarginata
- Gnathocera sulcata
- Gnathocera trivittata
- Gnathocera truncata
- Gnathocera usafuana
- Gnathocera valida
- Gnathocera varians
- Gnathocera vestita
- Gnathocera villosa